# 27096 Jelenalane
27096 Jelenalane è un asteroide della fascia principale. Scoperto nel 1998, presenta un'orbita caratterizzata da un semiasse maggiore pari a 2,1669282 au e da un'eccentricità di 0,1632094, inclinata di 3,01405° rispetto all'eclittica.